# Wladimir Sergijenko
Wladimir Sergijenko (russisch Владимир Сергиенко, engl. Transkription Vladimir Sergiyenko; * 21. März 1956) ist ein ehemaliger sowjetischer Stabhochspringer.
Bei den Leichtathletik-Halleneuropameisterschaften 1978 in Mailand gewann er die Bronzemedaille.

## Persönliche Bestleistungen
- Stabhochsprung: 5,30 m, 12. Juli 1977, Woronesch
  - Halle: 5,45 m, 15. Januar 1978, Minsk